# Karl Friedrich von Benekendorff
Karl Friedrich Freiherr von Benekendorff (auch Karl Friedrich von Beneckendorff geschrieben; * 1713 in Blumenfelde (Neumark) im Kreis Friedeberg; † 1788 ebenda) war ein preußischer Jurist, Nationalökonom und Agrarwissenschaftler.

## Leben
Karl Friedrich von Benekendorff studierte Rechtswissenschaften in Halle an der Saale. 1735 wurde er zum Kammergerichtsrat in Berlin ernannt. 1742 ernannte Friedrich II. ihn zum Präsidenten der im selben Jahr eingerichteten Oberamtsregierung in Breslau.
1751 nahm er seine Entlassung, weil er die preußischen Justizreformen (1749  unter Samuel von Cocceji) missbilligte und zog sich auf sein Gut in Blumenfelde zurück. 1752 wegen Unterschleifs zu 10 Jahren Festungshaft verurteilt, nach 7 Jahren begnadigt, widmete er sich der Bewirtschaftung und Verwaltung seines Ritterguts Blumenfelde. Dort widmete er sich den Agrarwissenschaften und schrieb einige Bücher. Aufgrund seiner ausgedehnten Reisen hatte er einen umfassenden Einblick in die preußische Landwirtschaft, zumindest der östlichen Landesteile (Schlesien, die Neumark, Pommern, Westpreußen und Ostpreußen). Seine Bücher zu landwirtschaftlichen Themen sind „für die Agrargeschichtsforschung heute noch von kaum zu überschätzender Bedeutung“.
Er heiratete Sophie Charlotte von Sydow (* 1722), Tochter von Egidius Ehrentreich von Sydow.

## Schriften
Karl Friedrich von Benekendorff schrieb zahlreiche Bücher zu landwirtschaftlichen Themen und zur Agrarverfassung, darunter:
- Berliner Beiträge zur Landwirthschaftswissenschaft, 1771–1785, 2. Aufl. 1789.
- Oeconomia forensis oder kurzer Inbegriff derjenigen Landwirthschaftlichen Wahrheiten, welche allen sowohl hohen als niedrigen Gerichts-Personen zu wissen nöthig, 8 Bände. Joachim Pauli, Berlin 1775–1784.
  - Erster Band, 1775 (eingeschränkte Vorschau in der Google-Buchsuche).
  - Zweiter Band, 1776 (eingeschränkte Vorschau in der Google-Buchsuche).
  - Dritter Band, 1777 (digitale-sammlungen.de).
  - Vierter Band, 1778 (eingeschränkte Vorschau in der Google-Buchsuche).
  - Fünfter Band, 1779 (digitale-sammlungen.de).
  - Sechster Band, 1780 (digitale-sammlungen.de).
  - Siebenter Band, 1783 (digitale-sammlungen.de).
  - Achter und letzter Band, 1784 (eingeschränkte Vorschau in der Google-Buchsuche).
- Der Landwirth in und nach dem Kriege, 1779.
- Zuverlässige Nachrichten von wichtigen Landes- und Wirthschaftsneuigkeiten, 3 Bände. 1781–1784.
- Sistematisch-Praktische Abhandlung der Lehre von richtiger Bedüngung der Felder, 1784.
- Kleine ökonomische Reisen, 2 Bände. 1784–1786. (Erster Theil).; (Zweyter Theil).
- Oekonomisch-juristischer Tractat von der Schäfereigerechtigkeit, 1785.
- Zufällige Gedanken über die Frage: Warum der heutige Landmann, ob gleich die Landgüter gegen die Zeiten unserer Vorfahren eine weit stärkere Einnahme gewähren, dennoch bei deren Bewirthschaftung mehr arm als reich wird? Verlag des Waisenhauses, Halle 1786.
- Geheimnisse der Natur für den wirthschaftlichen Landmann, 3 Bände. 1786–1787.
- Oeconomia controversa, 2 Bände. 1787–1788.
- Abhandlung von den wichtigen Vortheilen der neuen Crediteinrichtung in der Mark Brandenburg.
- Des Präsidenten von Benekendorff kleine Oekonomische Schriften, Band 1 Küstrin 1784.